# Burim Kukeli
Burim Kukeli (n. Đakovica, 16 de enero de 1984) es un ex-futbolista albanés que jugaba en la demarcación de centrocampista.

## Selección nacional
Debutó con la selección de fútbol de Albania el 7 de septiembre de 2012 en un partido de clasificación para la Copa Mundial de Fútbol de 2014 contra Chipre, encuentro que finalizó con un resultado de 3-1 a favor del combinado albanés. También disputó la clasificación para la Eurocopa 2016.

## Clubes
| Club        | País  | Año       | Partidos | Goles |
| ----------- | ----- | --------- | -------- | ----- |
| SC Zofingen | Suiza | 2004-2005 | 22       | 4     |
| FC Schötz   | Suiza | 2005-2007 | 26       | 6     |
| FC Luzern   | Suiza | 2008-2012 | 115      | 3     |
| FC Zürich   | Suiza | 2012-2017 | 65       | 2     |
| FC Sion     | Suiza | 2017-2019 | 13       | 0     |
| SC Kriens   | Suiza | 2019-2021 | 46       | 0     |

## Palmarés

### Campeonatos nacionales
| Título     | Club      | País  | Año  |
| ---------- | --------- | ----- | ---- |
| Copa Suiza | FC Zürich | Suiza | 2014 |